# Dasysyrphus convexigaster
Dasysyrphus convexigaster är en tvåvingeart som först beskrevs av Hull 1944.  Dasysyrphus convexigaster ingår i släktet skogsblomflugor, och familjen blomflugor. Inga underarter finns listade i Catalogue of Life.